# Албоњо (Вербано-Кузио-Осола)
Албоњо (итал. Albogno) је насеље у Италији у округу Вербано-Кузио-Осола, региону Пијемонт.
Према процени из 2011. у насељу је живело 33 становника. Насеље се налази на надморској висини од 1033 м.